# أرت بويس
أرت بويس هو لاعب هوكي الجليد كندي، ولد في 1891 في لا شين في كندا، وتوفي في 8 أكتوبر 1959.